# Amauris albidior
Amauris albidior är en fjärilsart som beskrevs av Otto Staudinger 1896. Amauris albidior ingår i släktet Amauris och familjen praktfjärilar. Inga underarter finns listade i Catalogue of Life.